# Delhi Szultanátus

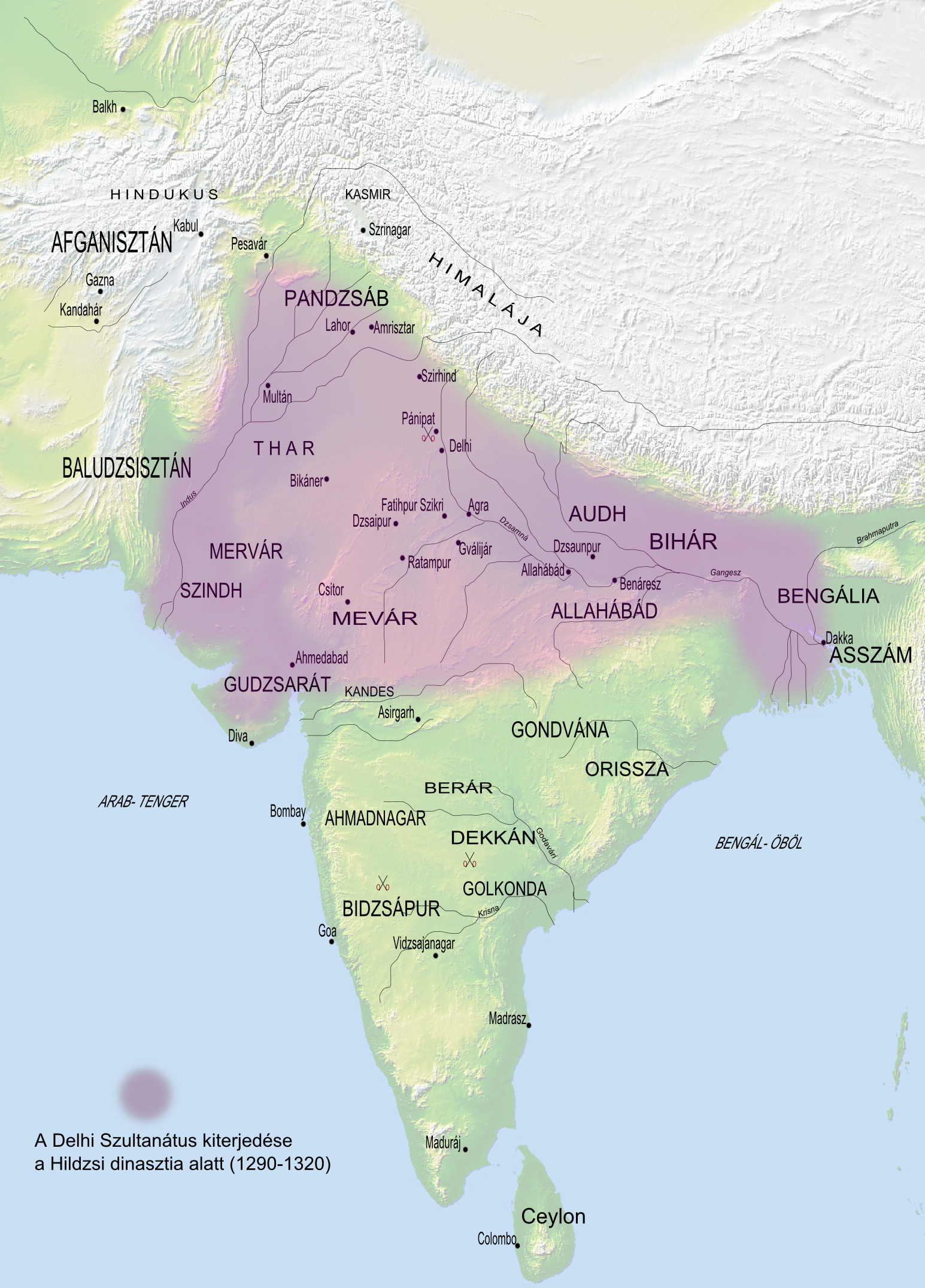
A Delhi Szultanátus kiterjedése a Hildzsi dinasztia idején

A Delhi Szultanátust  indiai muszlim dinasztiák alkották, amelyek 1206–1526/52-ig az indiai szubkontinens középső és északi részét befolyásuk alatt tartották. A pandzsábi és észak-indiai Gaznavidák és Gúridák leszármazottai voltak. Öt jelentősebb, egymást követő dinasztia alkotta a szultanátust:  a rabszolgákból lett szultánok, az indiai mamlukok  dinasztiája (1206–1290), a Hildzsik (1290–1320), a Tuglukok (1320–1414), a Szajjidok (1414–1451) és a Lódik (1451–1526) dinasztiája.
A független szultánság megalapítója, a mamluk Kutb ad-Dín Ajbek (1206–1210) a Gúridák hanyatlása idején, függetlenségét kinyilvánítva önálló államalakulat kiépítésébe fogott. A legjelentősebb mamluk szultán Iltutmis (1210–1236) Szindh tartomány meghódításával növelte a muszlim területeket. Az őt követő dinasztiaalapító, Ala ad-Dín Hildzsi (1296–1316) a mongol támadások visszaverésével szerzett hírnevet, és elfoglalta Közép-India (Dekkán) nagy részét.  A Tugluk dinasztia legjelentősebb képviselője Firúz (1351–1388) még megszilárdította a hatalmat az észak-indiai területeken, de halála után több indiai tartomány is levált a birodalomról: (Bengál, Dekkán, Gudzsarát, Maunpúr és Málava). 1389-ben Timur Lenk meghódította Delhit, de nem hozott létre önálló közigazgatást a térségben. A Szajjidok dinasztiáját az afgán Lódik követték, akiket az első nagymogul, Bábur 1526-ban győzött le a pánipati csatában. Bábur fiának, Humájunnak az elűzésével a Delhi Szultanátus a Szuri nemzetség révén még átmenetileg megerősödött, de a szafavida segítséggel 1556-ban visszatérő Humájunnak már nem tudott ellenállni, és megbukott.

## Története

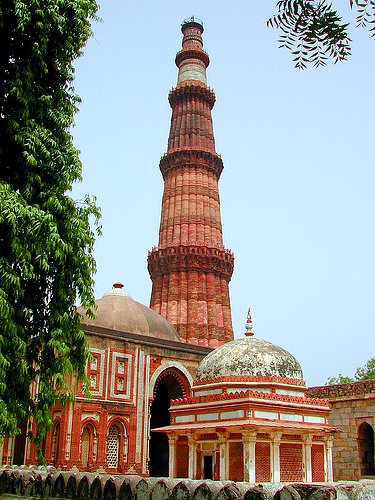
A Kutb Minár (1197) a Kuvvat al-Iszlám épületegyüttesében, a Delhi Szultanátus mamluk (rabszolga-uralkodók) korszakából. Eredetileg győzelmi toronynak épült.

### Mamlukok (1206–1290)
Az afgán Gúridák  tisztjei, a korai muszlim  hagyományok alapján, rabszolgákból és hadifoglyokból kerültek ki, akik szolgálataik jutalmaként igen magas posztokat kaptak a hadseregben, így egyes tartományok parancsnokaiként teljhatalommal rendelkeztek. Az 1193 óta Delhi helytartójaként szolgáló Kutb ad-Dín Ajbak (1206–1210) 1206-ban  levált a gúrida szultán, Muizz ad-Dín Mohamed  (1173–1206) fennhatósága alól és megalapította az első rabszolgák alkotta mamluk dinasztiát, a  Delhi Szultanátust.
Ajbak 1210-ben egy lovaspóló játék során vesztette életét. Utódai súlyos nehézségek árán meg tudták őrizni az általa alapított birodalmat, bár többször tűnt úgy, hogy az a közép-ázsiai hatalmi forrongások egyik  áldozata lesz. Már 1221-ben, egyik utóda, Iltutmis (1210–1236) uralkodása alatt átvészeltek egy mongol támadást, akik  egy menekülő hvárezmi sereget üldözve pusztítottak az országban, majd kivonultak. Ettől a betöréstől eltekintve viszonylag nyugalomban teremtették meg uralkodásuk alapjait, és 1229-től indiai szultánokként uralkodtak. Iltumist al-Musztanszír abbászida kalifa iktatta be tisztségébe.
A hatalom a szultán elit hadtestének, a „negyveneknek" nevezett gárda kezében volt, akik szisztematikusan törekedtek az indiai és afgán nemesség hatalomból való kiszorítására. 1240–41-ben, majd 1257-ben a mongolok visszatértek, és az Indus menti városokat a földdel tették egyenlővé, így az egyik  legfontosabbat, Lahort is. Gijászúddín Balabán  1266-ban magához ragadta az uralmat, szultánná koronáztatta magát, és felszámolta a negyvenek hatalmát. Ezután a mongolok ellen fordult, és kiűzte őket az országból. Balabán kiszipolyozta az országot, magas adókat vetett ki, ám az udvari körök 1290-ben meggyilkolták. Ekkor az Afganisztánban nomadizáló hildzsi-törökök vették át a hatalmat, és később sikeres harcot folytattak az 1292-ben, újra Delhi alatt megjelenő mongol seregekkel, akik 1303-ban,  120 ezres haderővel tértek vissza, amikor ismét megostromolták a várost, de azt nem tudták  bevenni.

### Hildzsik (1290–1320)
Alá ad-Dín Hildzsi (1296–1316), aki meggyilkolta a dinasztiaalapító Balabánt,   rablóhadjáratokkal növelte hatalmát. 1297-ben elfoglalta Gudzsarátot, 1301-ben Rádzsputana főbb erődjeit, 1303-ban Hitort, 1305-ben Málvát és 1307-ben Márvárt. Gyakorlatilag egész Dekkán a hatalma alá került egy rabszolgákból álló sereg hadvezérének,  Malik Káfurnak köszönhetően. A birodalom elleni sorozatos, elsősorban mongol támadások,   csaknem félmilliós hadsereg létrehozását tették szükségessé. A hadsereg fenntartásához még a kor viszonyaihoz képest is jelentős adókat vetett ki. A nemességtől elkobozta a földeket, és a  magánkézben levő aranyra is igényt tartott. Hildzsi halála után, 1320-ra, a központi hatalom összeomlott.

### Tuglukok (1320–1414)
Ekkor a pandzsáb kormányzó, Gijász ad-Dín Tugluk (1320–1325) teljhatalmat szerzett az országban, és jelentős  szerkezetátalakítást hajtott végre az államszervezetben. Csökkentette az adókat, és öntözőberendezések építésébe fogott, de tervét nem vihette véghez, mert  1325-ben fia meggyilkolta, és az örökébe lépett.
Muhammad Tugluk (1325–1351)   uralkodásának kezdetén a Delhi Szultánság már szinte az egész indiai szubkontinensre kiterjedt, Kasmír kivételével, amely 1346-tól már önálló szultánságként regnált. Orisza és a mai India legdélibb tartományai sem tartoztak fennhatósága alá. Ebben a korban járt az országban Ibn Battúta, az arab utazó, aki leírásában rettentően vérszomjasnak festette le Tuglukot, olyan uralkodónak, aki sűrűn élt a megvesztegetés és elrettentés eszközeivel, ám dicsérte műveltségét.
Tugluk 1327-ben,  Daulatábád néven, Delhi mellett második fővárosnak nevezte ki a központi fekvésű  Deogirt, amelyet szándéka szerint a „jólét városának" épített ki. Benépesítéséhez a mintegy 1000 km távolságban fekvő Delhiből telepített át lakosokat, főként hivatalnokokat, értelmiséget. Ezzel Delhi gyakorlatilag elnéptelenedett. Az országban hamarosan súlyos gazdasági válság robbant  ki, a parasztok elhagyták földjeiket, nagymértékű pénzromlás következett be, a tartományok sorozatosan szakadtak le a birodalomról. A nehézségeket kalandorhadjáratai is tetézték. Félmilliós hadseregével Horászánt készült lerohanni,  majd  Kína elfoglalására küldött több tízezer főnyi sereget 1337–38-ban. Ez azonban  elpusztult Tibet hegyei közt.  A hatalmilag legyengült uralkodó már nem volt képes megtartani legnagyobb tartományát, Bengált  sem, a Delhi Szultánság apró államokra esett szét. Éhínség vette kezdetét, a szultán erre adóemeléssel próbálta a birodalom gazdasági egyensúlyát helyreállítani, ez azonban felkelések sorozatát váltotta ki a lakosságból. 1346-ban az egész Dekkán függetlenné vált a szultántól. Fia, Firúz Sah (1351–1388) volt az utolsó  delhi szultán, akit abbászida kalifa iktatott be.

### Szajjidok (1414–1451)
1398-ban, Timur Lenk seregeinek betörésével, gyakorlatilag megsemmisült a főváros lakossága, tekintet  nélkül vallási hovatartozására.  Delhi elesett, a várost kifosztották, és Timur Lenk kormányzói irányították az országot. 1414-ben Szajjid Hizr Kán, Multán kormányzója,  a timurida Sáhruh nevében átvette a hatalmat Delhi fölött, utódai később önállóságukat elnyerve,   Szajjida dinasztia néven uralkodtak. 1414–1451 között központosított hatalmat építettek ki, elsősorban Delhi környékén.
A különböző tartományi királyságok és a birodalom tagoltsága, érdekes módon, sokszínű, gazdag kulturális közeget hozott létre, amelyben az arab, török  és perzsa nyelvek mellett helyi nyelvjárások is szerepet játszottak. Az iszlám terjesztésében a szúfi rendek szerepe volt leginkább meghatározó, különösen a Dekkán államban tevékenykedő csistíja.
Kelet-Indiában a Dzsáunpur Birodalom kezdett terjeszkedni. Kormányzójának, Firúz Sah Tugluk a „ Kelet Királya” címet adományozta (Malik al-Sark),  innen ered Samsz ad-Dín Ibráhim Sah  (1402–1440) úgynevezett „Sarki” dinasztiája. Amikor Timur seregei kifosztották Delhit, Samsz ad-Dín Ibráhim Sah kikiáltotta függetlenségét. A királyság később, 1479-ben ismét a Delhi Szultanátus része lett.
Bengálban Samsz ad-Dín Iljász (1348–1358)  új, rövid életű  dinasztiát alapított, később 1398–1486 között különböző helyi dinasztiák váltották egymást. Ezek viszonylag korlátozott hatalommal rendelkeztek, azonban kulturális téren maradandót alkottak. Különösen az irodalmi alkotások jelentősek, amelyek a perzsa és indiai hagyományok jegyeit viselték magukon.
Közép-Indiában két iszlám állam alakult ki: Málva, amely 1401 és 1531 között virágzott Mándú (1406) fővárossal, amely 1531-ben Gudzsarát része lett,  és Kandes (a „Kán országa") amely a 17. század elejéig tudott fennmaradni, ekkor igázta le Nagy Akbar mogul uralkodó.
Dekkán északi részét 1347-től 1527-ig a Báhmanidák kormányozták. A dinasztiaalapító Alá ad-Dín Haszán Bahman Sah (1346–1358) volt. Utódai,  I. és II. Muhammad  uralkodása alatt szinte felemésztették az ország vagyonát és erőforrásait. 1366-ban megalakult az indiai tüzérség, velencei és görög segítséggel.  A Bahmanidákat kisebb királyságok váltották, ezek közül a legjelentősebbek  Ahmadnagar,  Golkonda (1512–1687) és Bídzsápur (1490–1686). Ezek az államok főleg kulturális befolyásuk révén emelkedtek ki a számtalan helyi királyság közül. Az iráni Szafavidák támogatását élvezték, és az iszlám síita ágazatához tartoztak. Perzsa hatást mutatnak az ekkor keletkezett indiai dzsaina kéziratok is. Jelentős képzőművészeti alkotások születtek Dzsáunpur államban is, az 1402–1440-es évek között, Ibrahim sah idején . A Tugluk dinasztia utódállamai közül kiemelkedett Gudzsarát (1391–1572), amely India nyugati partjain nyitott kapukat a kereskedők felé, egyúttal jelentős egyiptomi kapcsolatokkal rendelkezett. 1411-ben Ahmad Sah (1411–1442)  Ahmadábád néven  új fővárost alapított a térségben.
Az iszlámmal szembeni ideológiai ellenállás a hindu gondolkodókat vallásuk megreformálására ösztönözte. Ekkor lépett fel Krisna Kaitanja (1485–1533), aki mint brahmanista, a kasztrendszer felszámolására törekedett, valamint  Váránasziban (Benáresz) a legjelentősebbként egy Kabír nevű takács (1440–1518), aki képkultusz nélküli, monoteista egyenlőségvallást hirdetett. Ennek eredményeképp jött létre a hindu-muszlim szikh közösség.
A portugálok, kereskedelmi kapcsolataik megerősítése érdekében, alkirályt neveztek ki. A Bídzsápuri Szultanátusról 1509-ben leválasztották Goa kikötőjét, és harcot indítottak az egyiptomiak és indiaiak között fennálló kereskedelmi kapcsolatok megszerzéséért. Ekkor vették át az Indiai-óceán feletti uralmat. Ennek során jutottak el Colombóig, majd tovább, Malakka, Szumátra és Jáva felé.

### Lodik (1451-1526)
1451-ben a timurida Szajjidák lemondtak az ország északi részéről, ekkor a Lodi törzsből származó afgán tisztek vették át a hatalmat. Szikander Lodi (1489–1517) rövid ideig fenn tudott tartani egy birodalmat Delhi körzetében, amely inkább kulturális jelentőségével tűnt ki. Az afgánok vezető rétegében kialakult belső ellentétek új hódítók előtt nyitották meg az utat. Ekkor jelent meg egy hódító, Zahíraddin Bábur (1483–1530) aki megalapította a mogul dinasztiát Indiában és joggal tartott igényt a Timuridák örökségére is.